# 烏爾米鄉 (登博維察縣)
44°55′N 25°29′E / 44.917°N 25.483°E
烏爾米鄉（羅馬尼亞語：Comuna Ulmi, Dâmbovița），是羅馬尼亞的鄉份，位於該國南部，由登博維察縣負責管轄，面積36平方公里，海拔高度260米，2007年人口4,134，人口密度每平方公里114人。